# ЭД2Т
ЭД2Т (Электропоезд Демиховский 2-й тип, исполнение «Т» — рекуперативно-реостатное торможение) — серия российских электропоездов постоянного тока, выпускавшихся с 1993 года по 1999 год на Демиховском машиностроительном заводе. По сути, является российской версией проектного электропоезда ЭР24 разработки Рижского вагоностроительного завода (в которой изменено электрооборудование).
Заводское обозначение поезда — 62-233.
Заводские обозначения вагонов:
- моторный промежуточный вагон (Мп) — 62-234;
- прицепной головной вагон (Пг) — 62-235;
- прицепной промежуточный вагон (Пп) — 62-236.

## История создания серии

### Проектирование
После распада СССР Рижский вагоностроительный завод (РВЗ) стал для России заграничным. В связи с этим возникла потребность в освоении производства электропоездов для МПС РФ на российских предприятиях.
Ещё в начале 80-х годов было решено начать на Демиховском машиностроительном заводе (ДМЗ) производство электропоездов, аналогичных поездам РВЗ. Ранее специализацией ДМЗ были узкоколейные вагоны для торфоразработок и думпкары, однако впоследствии было решено перепрофилировать этот завод на производство дополнительных прицепных вагонов для электропоездов РВЗ. Длина кузова вагона должна была быть 21,5 м в соответствии с длиной кузова проектного электропоезда постоянного тока ЭР24. После получения Латвией независимости было принято решение о наладке производства на ДМЗ уже полноценных электропоездов.
Примерно в то же время РАО «ВСМ» начало работы по освоению производства электропоездов на мощностях Торжокского вагоностроительного завода (ТорВЗ). В результате между ДМЗ и ТорВЗ возникла борьба за создание самого первого российского постсоветского электропоезда.
В основу своего поезда на ДМЗ положили вышеупомянутый перспективный ЭР24, обозначив своего первенца ЭД2Т. Что касается ТорВЗ, то здесь было решено создать изделие по документации электропоезда ЭР2Т, серийное производство которого уже было освоенного на РВЗ несколько раньше (в 1988 году). В результате созданный в Торжке поезд, обозначенный ЭТ2, отличался от ЭР2Т главным образом антивандальным исполнением сидений и незначительно элементами кузовов вагонов.

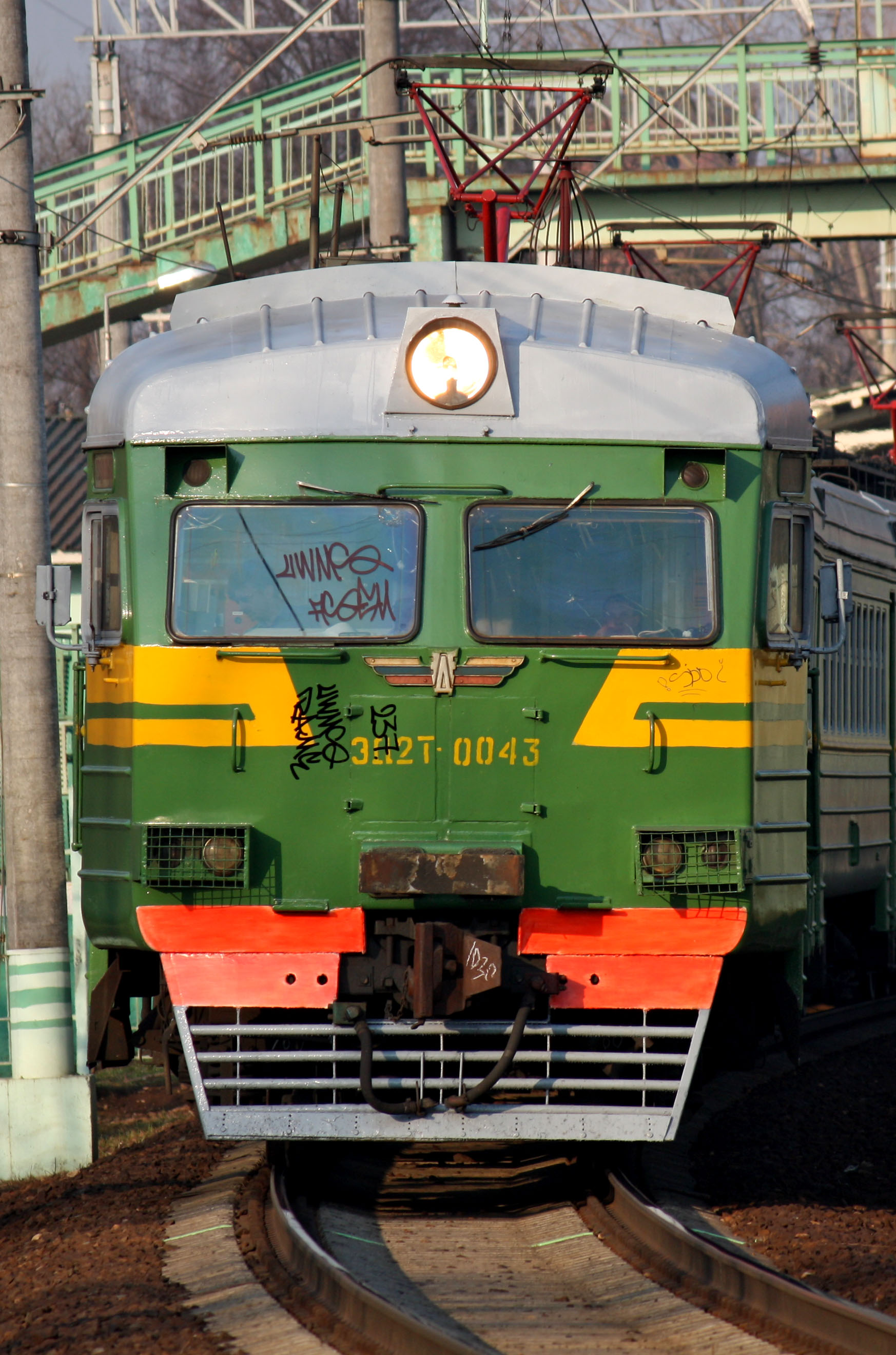
ЭД2Т-0043, вид спереди

### Выпуск
В августе 1993 года работы по созданию первых электропоездов ЭД2Т и ЭТ2 подходили к концу. В том же месяце опытный образец ЭТ2 (номер 001) презентовали на станции Санкт-Петербург - Главный под баннером с надписью «ПЕРВЫЙ РОССИЙСКИЙ ЭЛЕКТРОПОЕЗД». Примечательно, что ТорВЗ имел право на такое заявление, поскольку на ДМЗ в августе для опытного образца ЭД2Т-0001 были подготовлены только вагоны Пг и Пп собственного производства; моторные вагоны (Мп) для него были взяты от готового электропоезда ЭР2Т с окончательным формированием состава только в следующем месяце.
Электропоезда ЭД2Т строились с 1993 года вместо планируемых в советское время ЭР24 и имели аналогичные им кузова. Для первых пяти предсерийных экземпляров (номера от 0001 до 0005) ДМЗ построил только прицепные вагоны (по два Пг и по три Пп для каждого состава). Моторные вагоны для них брались от готовых электропоездов ЭР2Т (для каждого состава по пять таких вагонов). Для первого состава взяты моторные вагоны ЭР2Т-7240, для второго от ЭР2Т-7242 (оставшиеся от него головные и прицепные вагоны позже были объединены с моторными постройки ТорВЗ для фрмирования ЭТ2-017). Последующие составы из этой партии наполнялись совместимыми вагонами из имеющихся в депо. В результате эти поезда становились 10-вагонными либо 11-вагонными (например, для ЭД2Т-0001 дополнительно были взяты пять вагонов ЭР2Т и прицепной вагон ЭД2Т-012П), а прицепные вагоны ЭД2Т в их составе резко выделялись более широкими тамбурами и большей длиной по сравнению с моторными вагонами как у ЭР2Т. Начиная с номера 0006, ДМЗ стал выпускать полносоставные поезда ЭД2Т (серийные), все вагоны которых изготавливал сам. Серийные составы, за исключением четырёх номеров, выпускались в 10-вагонной компоновке, иногда дополняясь до 11-вагонной включением дополнительного вагона ЭД. Остальные четыре номера (0012, 0015, 0016 и 0017) при поставке с завода имели по шесть вагонов каждый. Полносоставные ЭД2Т выпускались до начала 1999 года, когда был построен последний поезд серии (ЭД2Т-0054). Таким образом, если не считать отдельно выпущенные вагоны и сформированные из таких вагонов сборные поезда, всего построено 54 электропоезда этой серии (для которых изготовлены 499 вагонов).
Отдельные вагоны ЭД2Т начали выпускаться ещё до появления первого электропоезда серии. При выпуске они обозначались просто ЭД (без 2Т). Первый опытный образец прицепного вагона, получившего серию ЭД (электропоезд демиховский), был изготовлен в 1993 году и вцеплен 11-м вагоном в поезд ЭР2Т-7233, выпущенный на РВЗ в 10-вагонном составе, который до 2010 года эксплуатировался в этой составности в депо Железнодорожная.
Впоследствии заводом был выпущен целый ряд вагонов ЭД, которые были вцеплены в электропоезда РВЗ (типы ЭР2Р и ЭР2Т) и будущие поезда ДМЗ (типы ЭД2Т, ЭД4 и ЭД4М). Известно о постройке не менее 26 вагонов ЭД (из которых четыре вагона Пг, остальные — Пп). Позже выпускались вагоны и наборы вагонов, обозначенные ЭД2Т, которые применялись для создания сборных поездов ЭД2Т либо для включения в другие совместимые поезда. Известно о постройке не менее 24 таких вагонов. Таким образом, всего построено не менее 50 отдельных вагонов (с учётом предсерийных и серийных составов общее количество всех вагонов ЭД2Т за всю историю выпуска составляет не менее 549 единиц).
Выпуск отдельных вагонов закончился в 2002 году, после чего завод окончательно перешёл к производству поездов серии ЭД4 и их отдельных вагонов, главным отличием которых было применение электрооборудования, созданного Новочеркасским электровозостроительным заводом (НЭВЗ).

## Общие сведения

### Составность
В отличие от первоначального проекта ЭР24, согласно которому число вагонов в составе должно было быть кратно четырём, электропоезд ЭД2Т может формироваться из учётных секций Пг+Мп (как минимум двух) и, при необходимости, Пп+Мп. При этом возможны композиции из чётного числа вагонов от 4 до 12. Кроме того, ЭД2Т может эксплуатироваться в составе из нечётного числа вагонов (7, 9 и 11). Такие составы получаются путём включения дополнительного вагона Пп соответственно в вышеупомянутые композиции из 6, 8 и 10 вагонов.

### Нумерация и маркировка
Система нумерации составов и их вагонов для серии ЭД2Т в целом соответствует советской, принятой для электропоездов РВЗ. Составы получили номера четырёхзначного написания. Нумерация предсерийных поездов велась с номера 0001 до 0005 включительно; серийных (полносоставных) — с 0006 по 0054. Маркировка на лобовой части головных вагонов выполнялась в формате ЭД2Т-XXXX, где XХХХ — номер состава (без указания номера вагона). Тип и номер поезда на заводе наносился по центру под лобовыми стёклами (над автосцепкой). Каждый вагон состава получил свой номер в шестизначном формате, где первые четыре цифры — номер состава, последние две — номер вагона по комплекту. Маркировка с номерами вагонов выполнялась в средней части каждого борта ниже уровня окон в одну строку через дефис и отличалась добавлением двух цифр в конец (формат ЭД2Т-XXXXYY, где YY — двузначный номер вагона). При этом моторные вагоны получали чётные номера, головные — нечётные 01 и 09, прицепные — другие нечётные (например, ЭД2Т-000701 — головной вагон состава ЭД2Т-0007; ЭД2Т-000704 — моторный того же состава и так далее). Также под лобовыми стёклами в центре (над номером) закреплялся логотип ДМЗ того времени (в виде крыльев цвета российского флага с буквой Д посередине).
Первые отдельные вагоны ЭД2Т (ЭД) имели свою нумерацию. Им присваивались трёхзначные номера с дополнительным указанием в конце номера заглавной буквы (П для вагонов Пп и Г для вагонов Пг). Нумерация вагонов Пп начиналась с номера 001П, вагонов Пг — с номера 001Г. Маркировка таких вагонов выполнялась в формате ЭД-XXXY, где XXX — трёхзначный номер, Y — буква П или Г (например, ЭД-016П — вагон Пп), либо без последней буквы в формате ЭД-XXX (например, ЭД-007). Более поздние отдельные вагоны имели четырёхзначные номера и маркировались уже как ЭД2Т. Некоторые вагоны Пг имели номера формата 1XXX; например, 1007 и 1008. Причём вагоны 1007 и 1008 вошли в состав сборного поезда ЭД2Т (с присвоением всему составу номера 1007, вагону 1007 — номера 100701, вагону 1008 — номера 100709). Аналогичная ситуация была и с другими парами вагонов Пг. Выпускались комплекты вагонов ЭД2Т с присвоением номера формата 01XX всему комплекту; такой номер мог унаследовать сборный состав. Например, комплект номер 0109 включал два вагона Пг с номерами 010901 и 010909, которые вошли в состав сборного поезда, обозначенного ЭД2Т-0109. Комплекты номер 0107 (вагоны 010701, 010703, 010705, 010707, 010709) и номер 0108 (вагоны 010802, 010804, 010806, 010808, 010810) были объединены в сборный состав, сначала получивший номер по комплекту с головными вагонами (ЭД2Т-0107); затем состав был перенумерован с присвоением номера 0051 (став двойником серийного ЭД2Т-0051), далее 0052 (двойник серийного ЭД2Т-0052). Некоторые из первых вагонов ЭД при включении в другие составы также были перенумерованы. Например, ЭД-003Г переобозначен как ЭД2Т-010601, ЭД-024П переобозначен как ЭД2Т-010603.
На Украине маркировка выполняется буквами украинского алфавита (то есть ЕД2Т).

## Конструкция
Механическая часть электропоезда ЭД2Т заимствована из проекта ЭР24 практически без изменений. Новому поезду даже было присвоено заводское обозначение 62-233, унаследованное от ЭР24.
Кузов вагона был изготовлен по аналогии с проектом ЭР24 и почти на два метра превосходил по длине стандартный кузов вагона электропоезда ЭР2. Вагоны имели немного удлинённый салон и просторные тамбуры с широкими дверями, чем резко выделялись среди типовых вагонов, особенно в смешанных поездах из вагонов ЭР и ЭД, и обратили на себя внимание пассажиров, особенно в часы пик.
Тем не менее ЭД2Т не был точной копией ЭР24 (в первую очередь в области электрической схемы). Электрооборудование поездов продолжало изготавливаться в Риге и было почти идентично электрооборудованию ЭР2Т (обозначения поездов отличаются только буквой о заводе), за исключением небольших отличий. В частности, изменилась конструкция контроллера машиниста, который был выполнен в форме штурвала, а также изменены электросхемы для возможности задержки включения компрессора одного из прицепных вагонов при сцеплении нескольких прицепных вагонов подряд (при нечётном количестве вагонов). С этой же целью на прицепных вагонах добавлены дополнительные межвагонные соединения. Для подключения высоковольтных соединений был установлен дополнительный контактор.

Интерьер вагонов
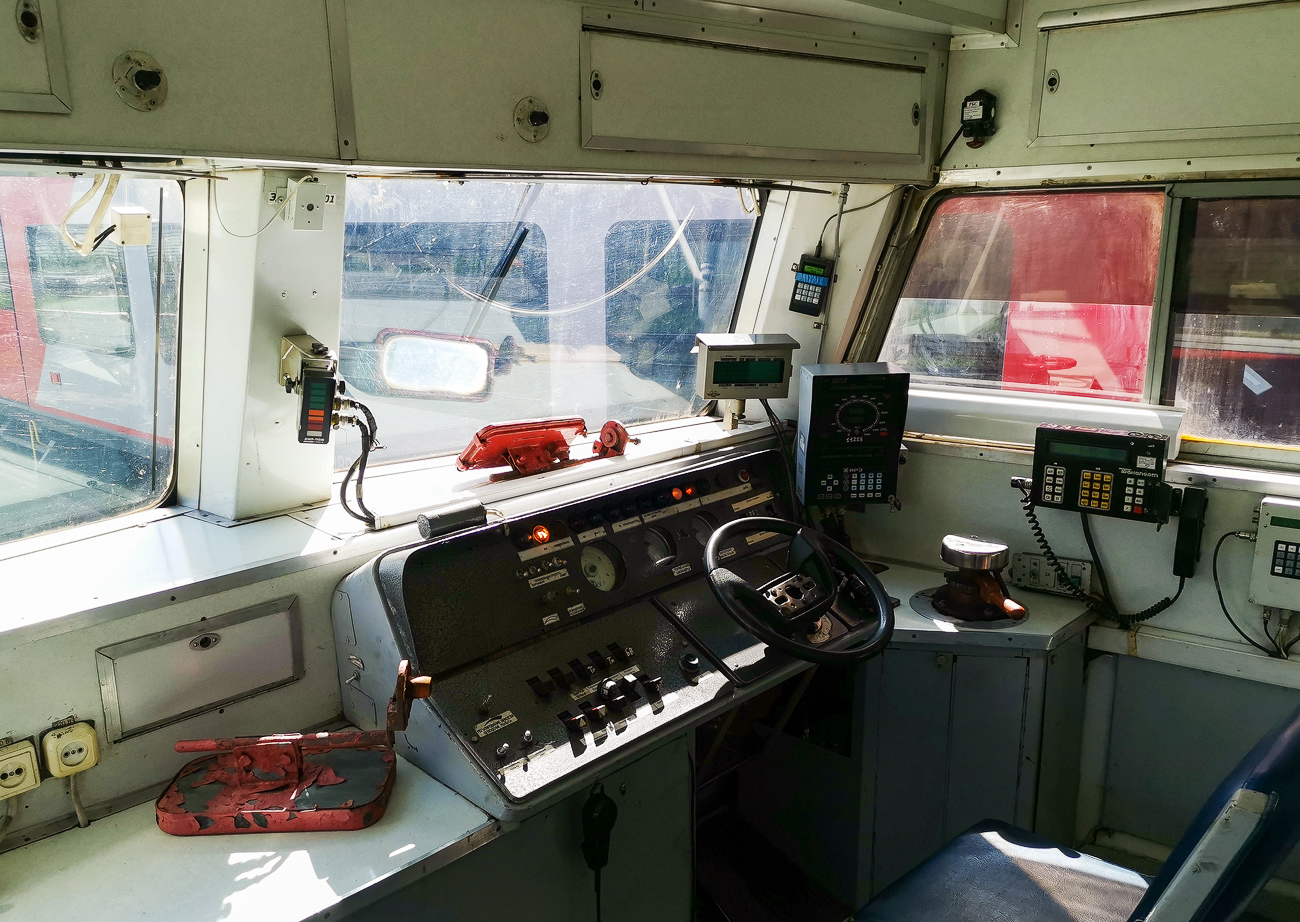
Кабина машиниста головного вагона ЭД2Т-0015
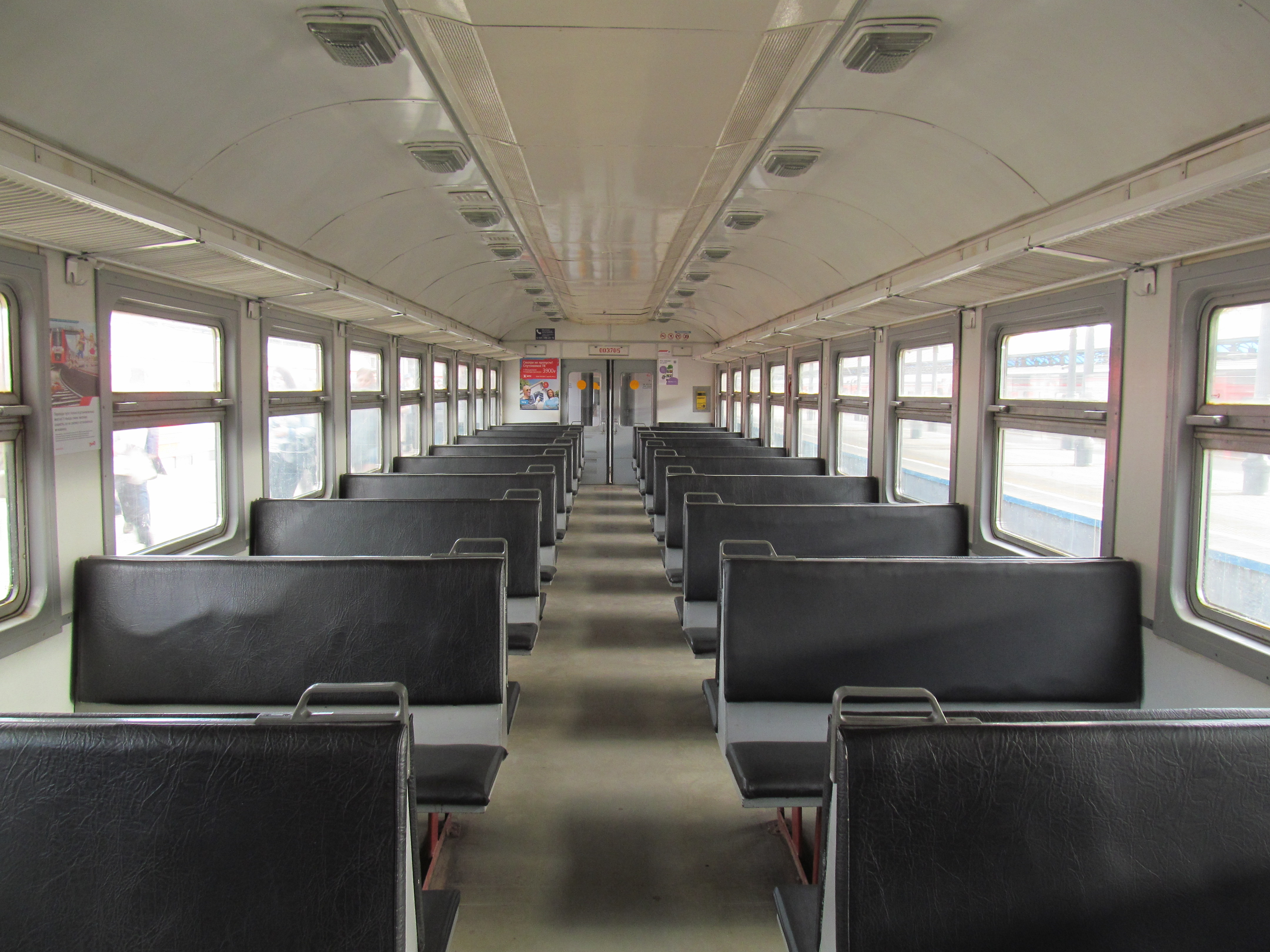
Пассажирский салон промежуточного вагона ЭД2Т-0037 с оригинальными кожаными сиденьями
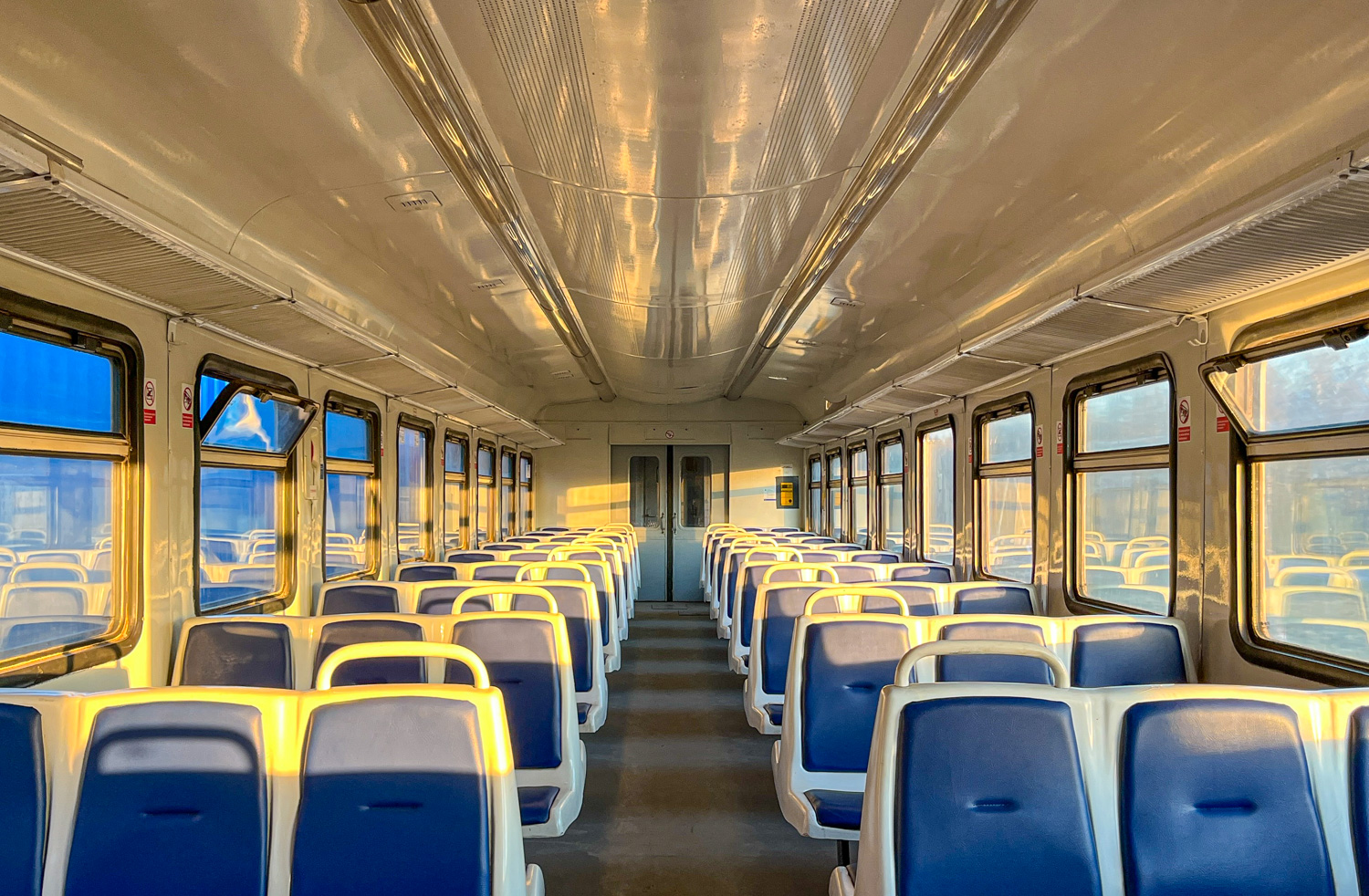
При проведении капитального ремонта салон иногда сильно менялся. Доработанный салон промежуточного вагона ЭД2Т-0018 с пластиковыми сиденьями с раздельными кожаными спинками и сидушками

## Эксплуатация

### Приписка и списание
ЭТ2-001 и ЭД2Т-0001 прибыли на экспериментальное кольцо ВНИИЖТ в один день. Испытания обоих поездов проводились в ноябре и декабре 1993 года (какой из поездов первым получил разрешение на эксплуатацию с пассажирами — неизвестно).
После завершения испытаний ЭД2Т-0001 поступил для эксплуатации в моторвагонное депо Перерва Курского направления Московской железной дороги. В это же депо стали поступать многие следующие поезда этого типа (где они заменили электропоезда ЭР22). Остальные были переданы на Северную, Свердловскую, Октябрьскую, Южно-Уральскую, Западно-Сибирскую и Куйбышевскую железные дороги в России, а некоторые поезда были поставлены на Украину. По состоянию на начала 2020-х годов большинство электропоездов ЭД2Т и их дополнительных вагонов находятся в рабочем состоянии.
Списание ЭД2Т началось ориентировочно с 2008 года. Интересный факт: первыми двумя составами, исключёнными из инвентаря, стали электропоезда с одинаковыми номерами (0004). Предсерийный (оригинальный) ЭД2Т-0004, моторные вагоны которого были взяты от ЭР2Т, после недолгой эксплуатации был расформирован; вагоны Пп списаны в 2008 году, вагоны Пг — в следующем. Его двойник — сборный состав ЭД2Т-0004 из головных вагонов 000401 (ранее ЭД-001Г) и 000409 (ранее ЭД-002Г), прицепного ЭД-018П и нескольких вагонов ЭР2Р — был расформирован в мае 2014 года. Вагоны ЭР2Р возвращены в свои составы, ЭД-018П включён в состав ЭД2Т-0018, а головные списаны и превращены в сараи на колёсах.
Особо интенсивно ЭД2Т стали списывать в России на границе 2023 и 2024 годов. Если по состоянию на февраль 2023 года практически все составы числились в эксплуатации, то к сентябрю 2024 года ЭД2Т-0030 и все более ранние электропоезда были списаны.

### Варианты окраски

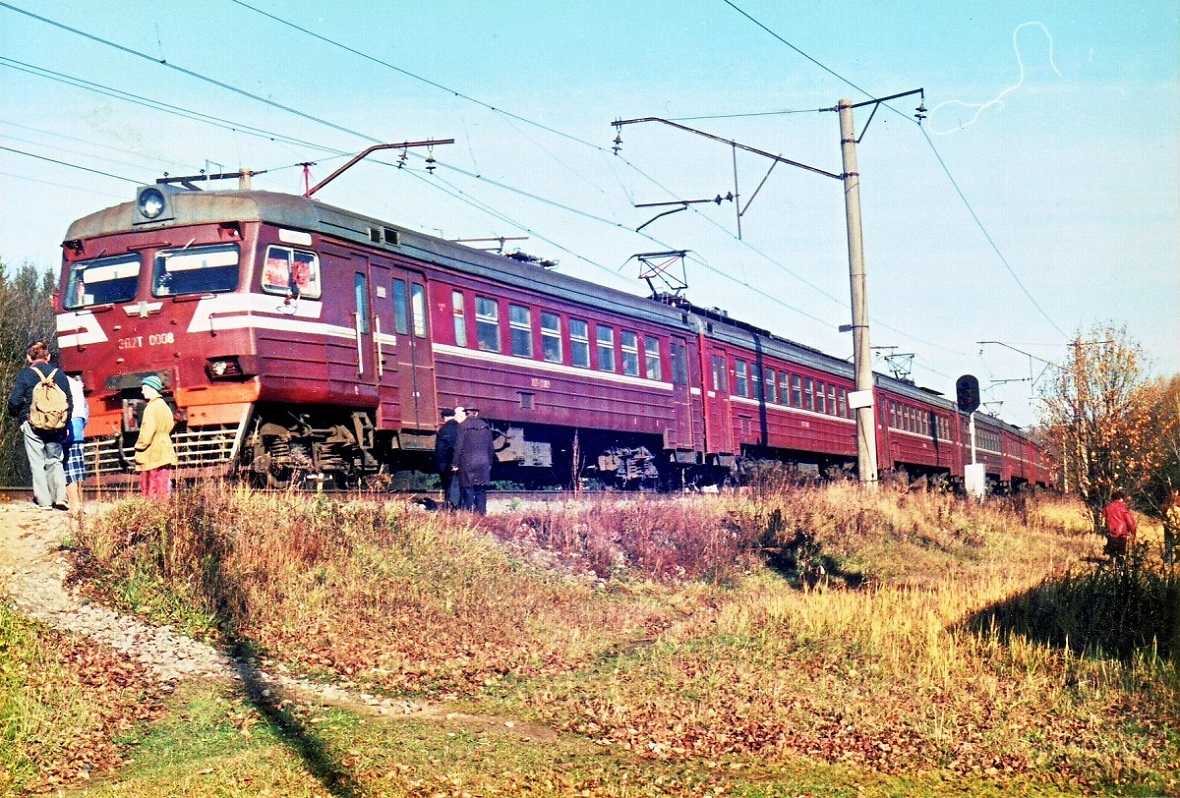
ЭД2Т-0008 в заводской окраске первого варианта
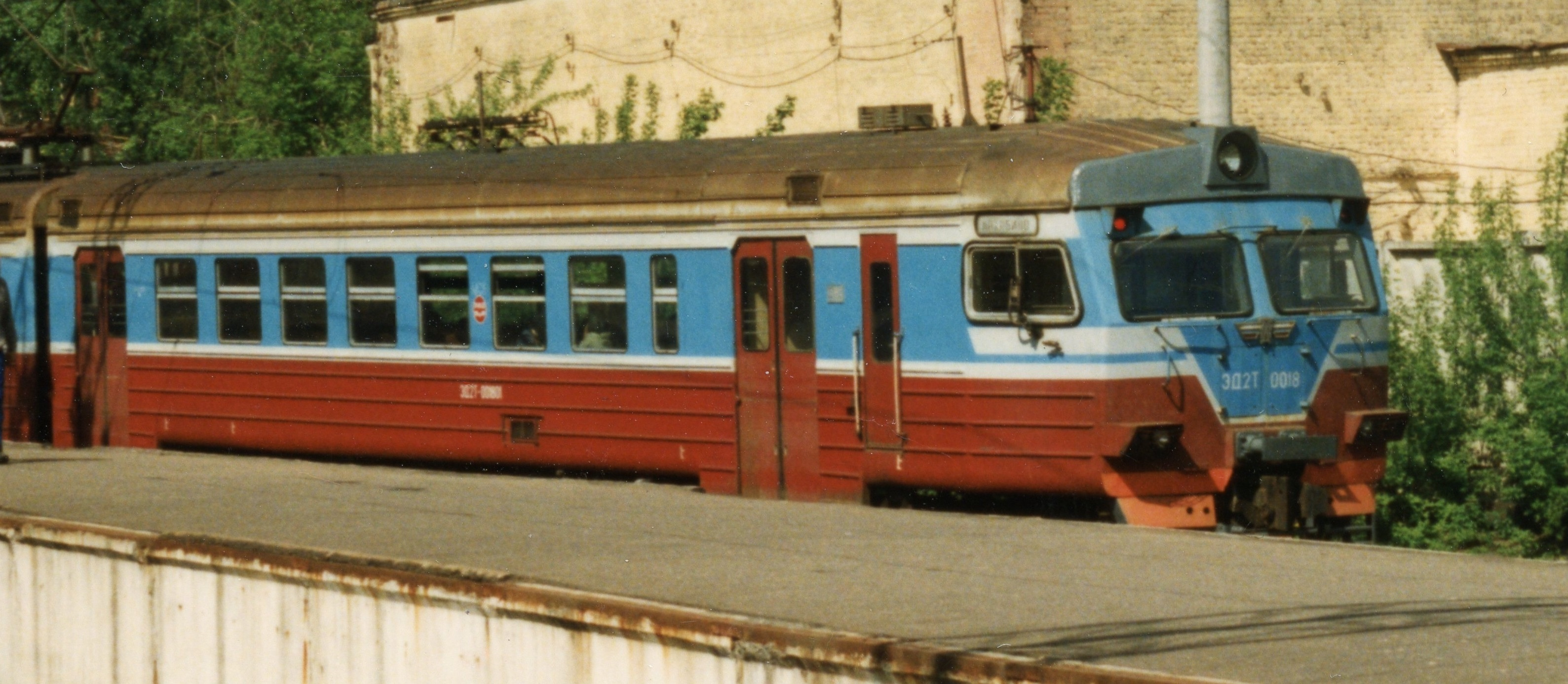
ЭД2Т-0018 в двухцветной заводской окраске
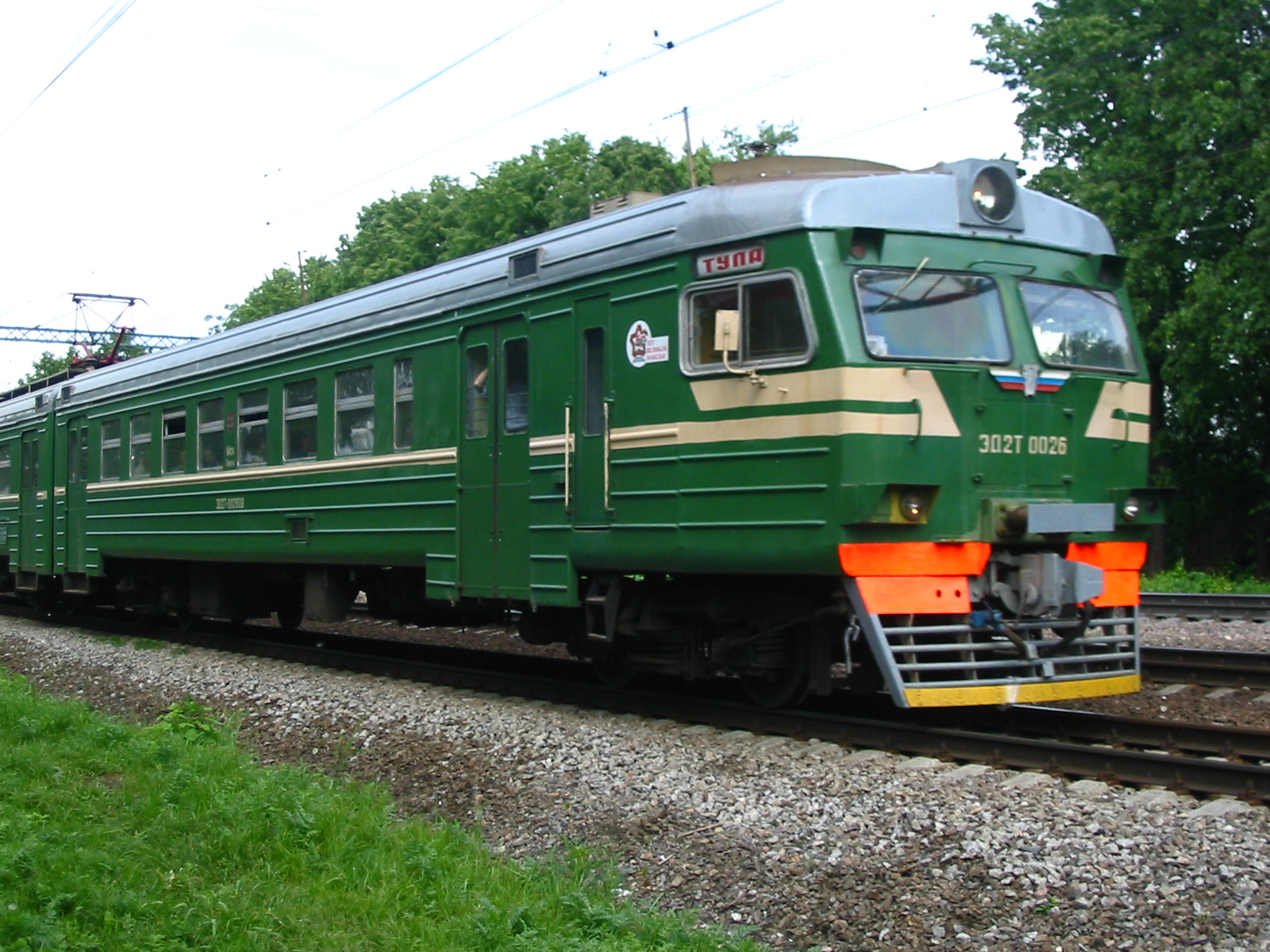
ЭД2Т-0026 в окраске, близкой к поздней заводской
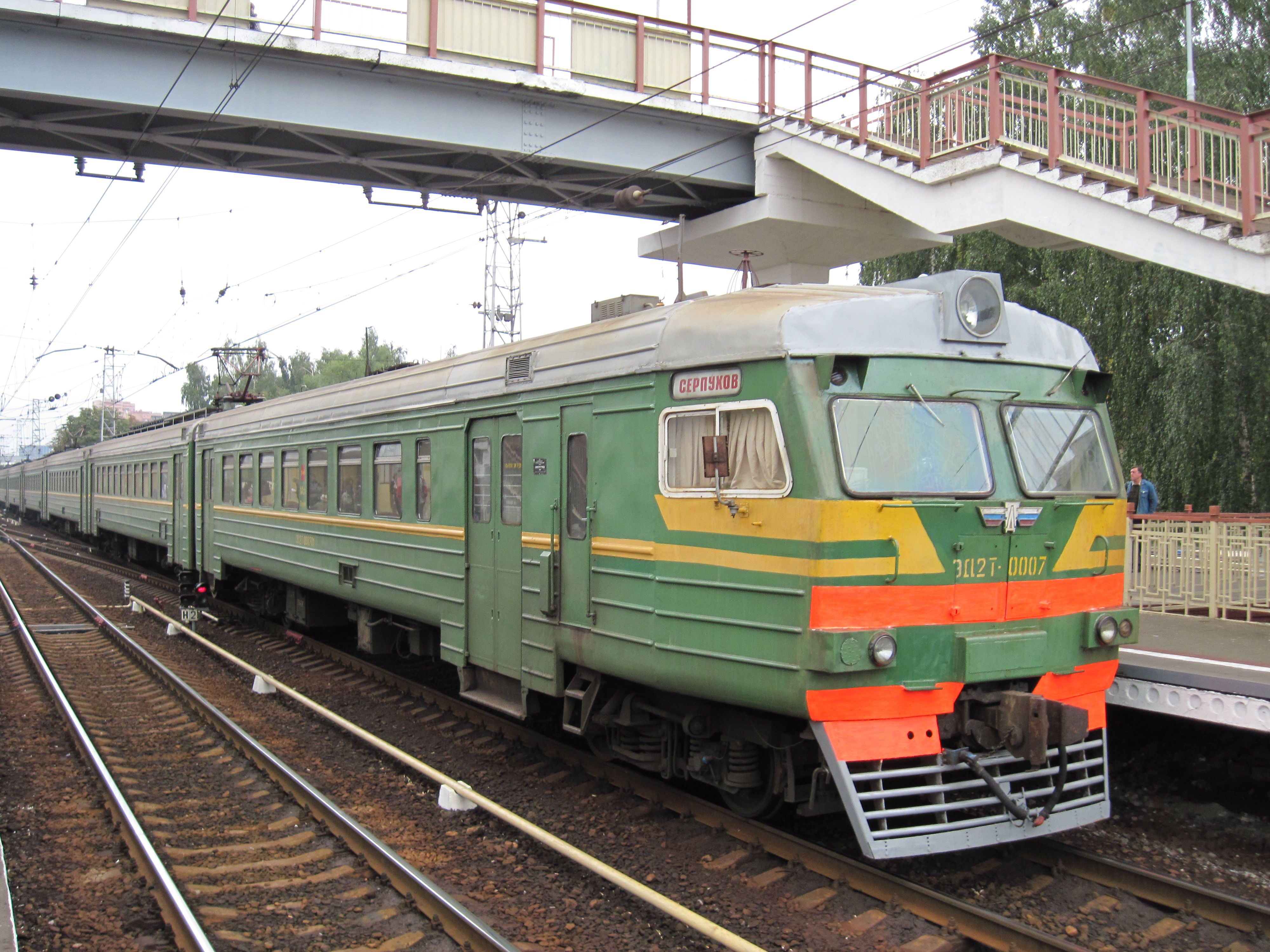
ЭД2Т-0007 после доработки заводской схемы окраски
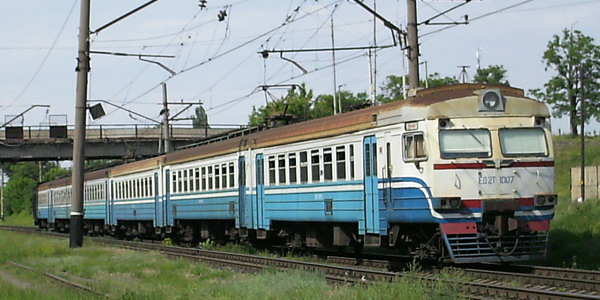
ЭД2Т-1007 в бело-голубой окраске ПАО «УЗ»
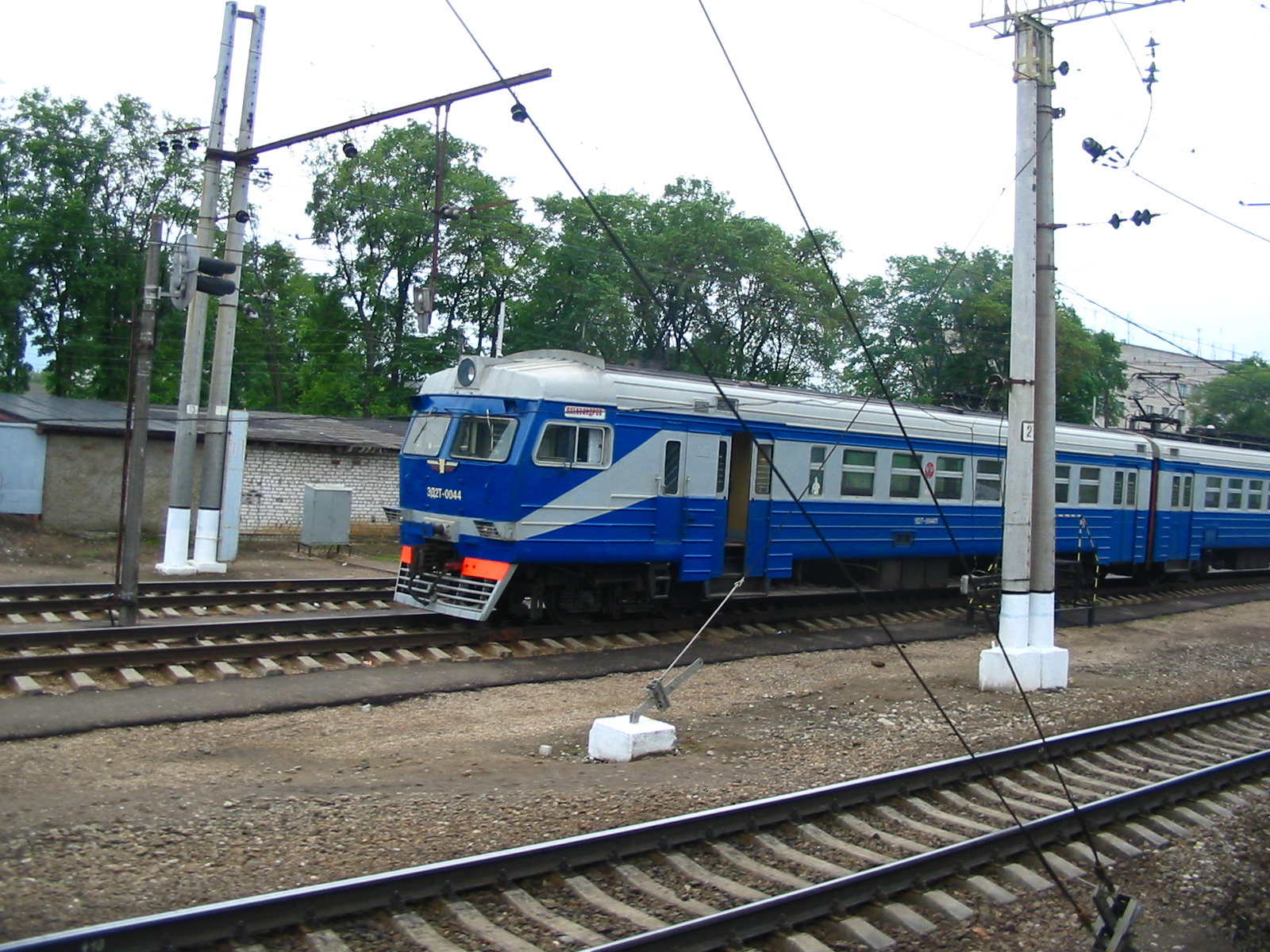
ЭД2Т-0044 в ранней сине-серой окраске Ярославского направления МЖД
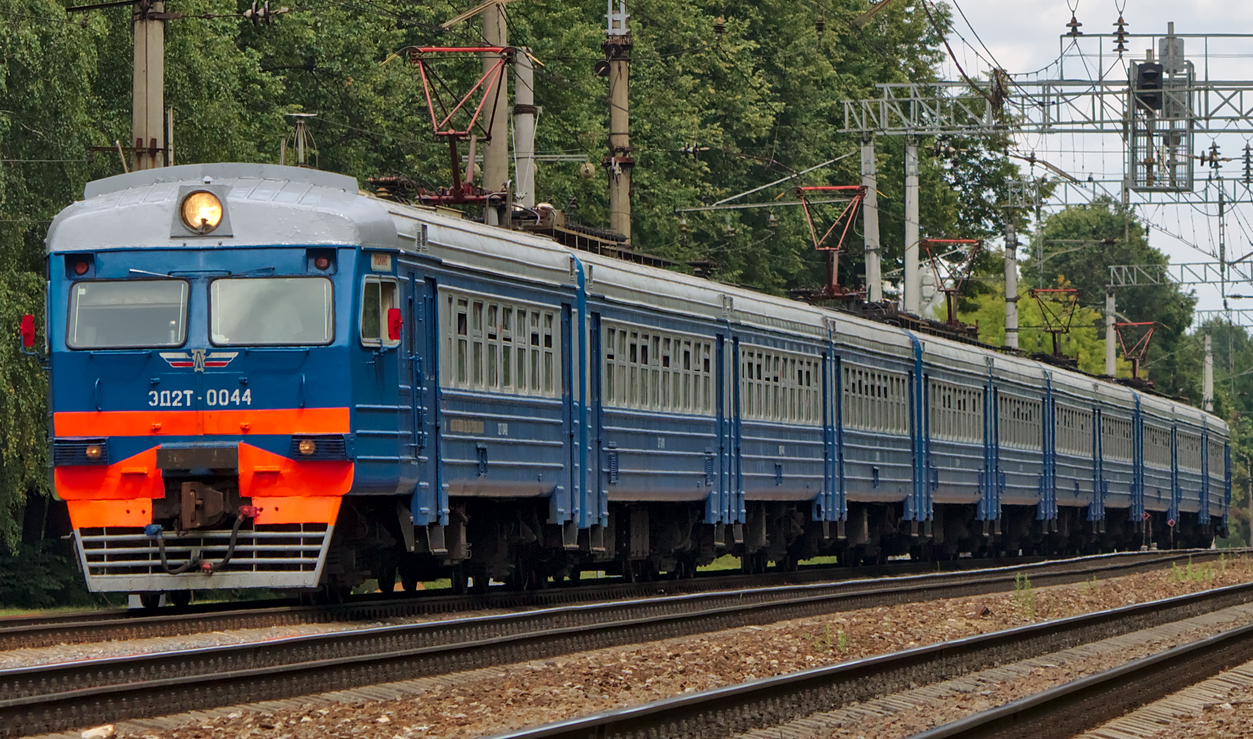
ЭД2Т-0044 в изменённой сине-серой окраске Ярославского направления МЖД
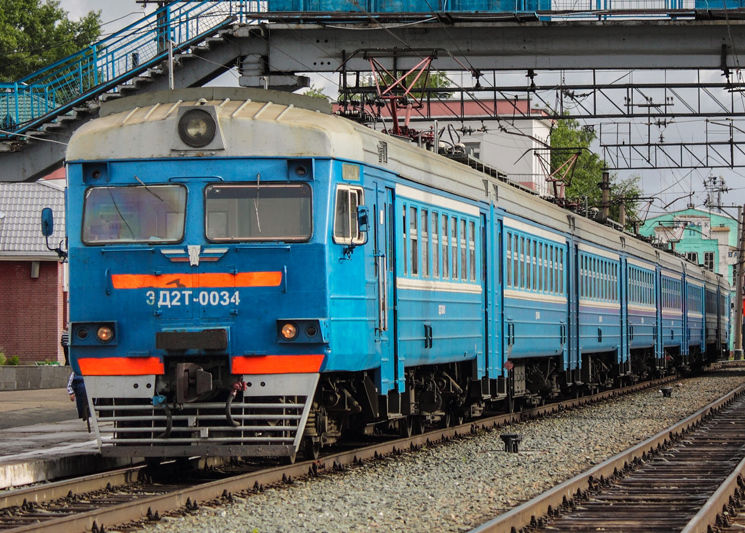
ЭД2Т-0034 в голубой окраске ЗСЖД
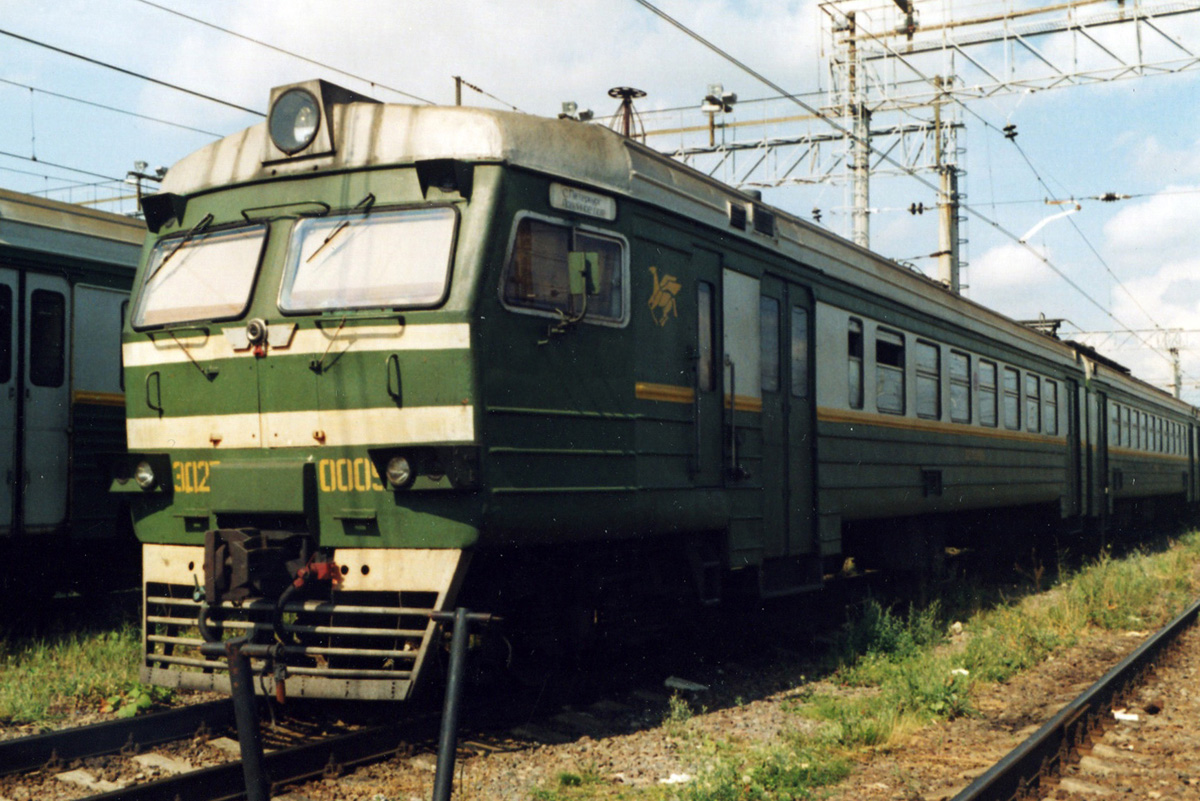
ЭД2Т-0009 в окраске ОЖД
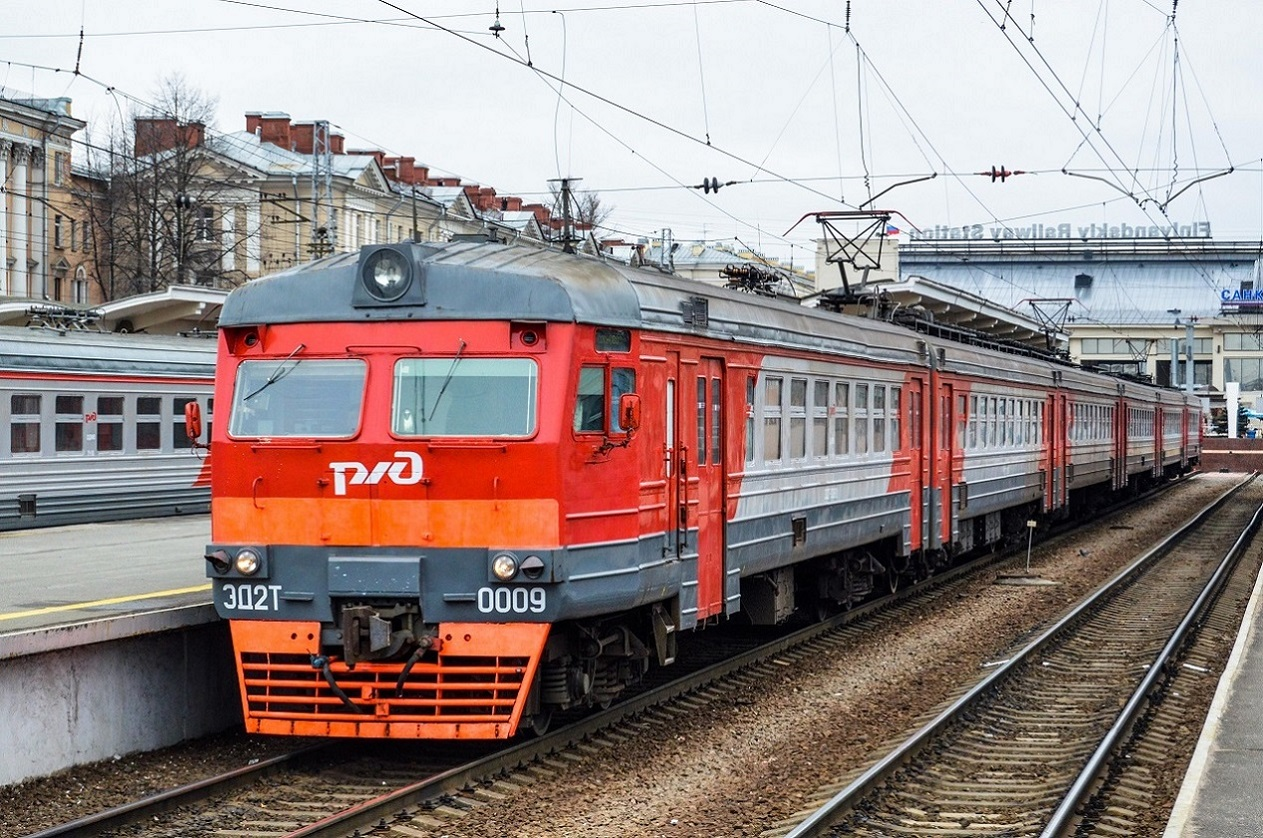
ЭД2Т-0009 в корпоративной окраске ОАО «РЖД»

## МВПС, созданный на базе серии ЭД2Т

### Электропоезд ЭД4

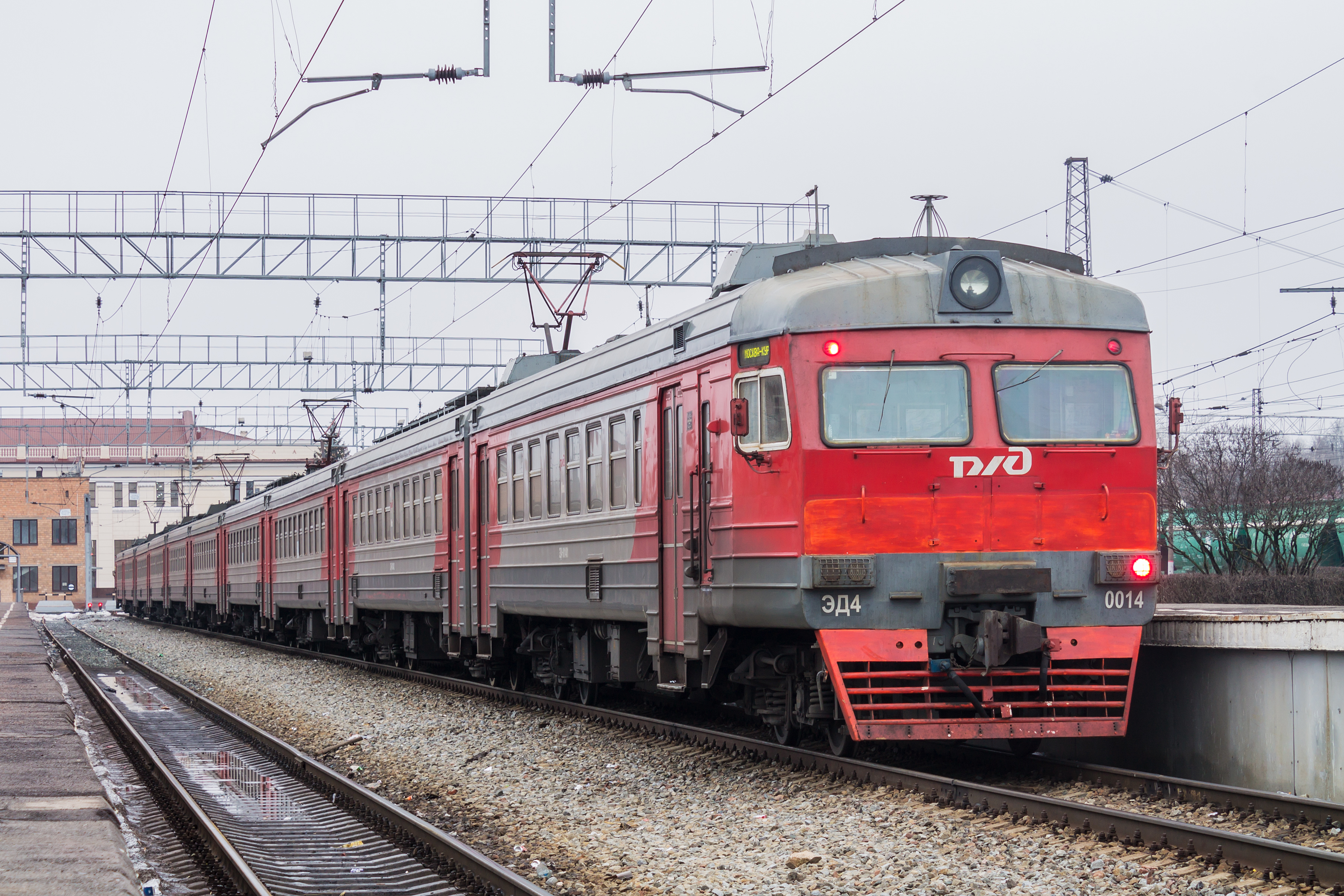
ЭД4-0014 (последний в выпуске) в корпоративной окраске ОАО «РЖД»

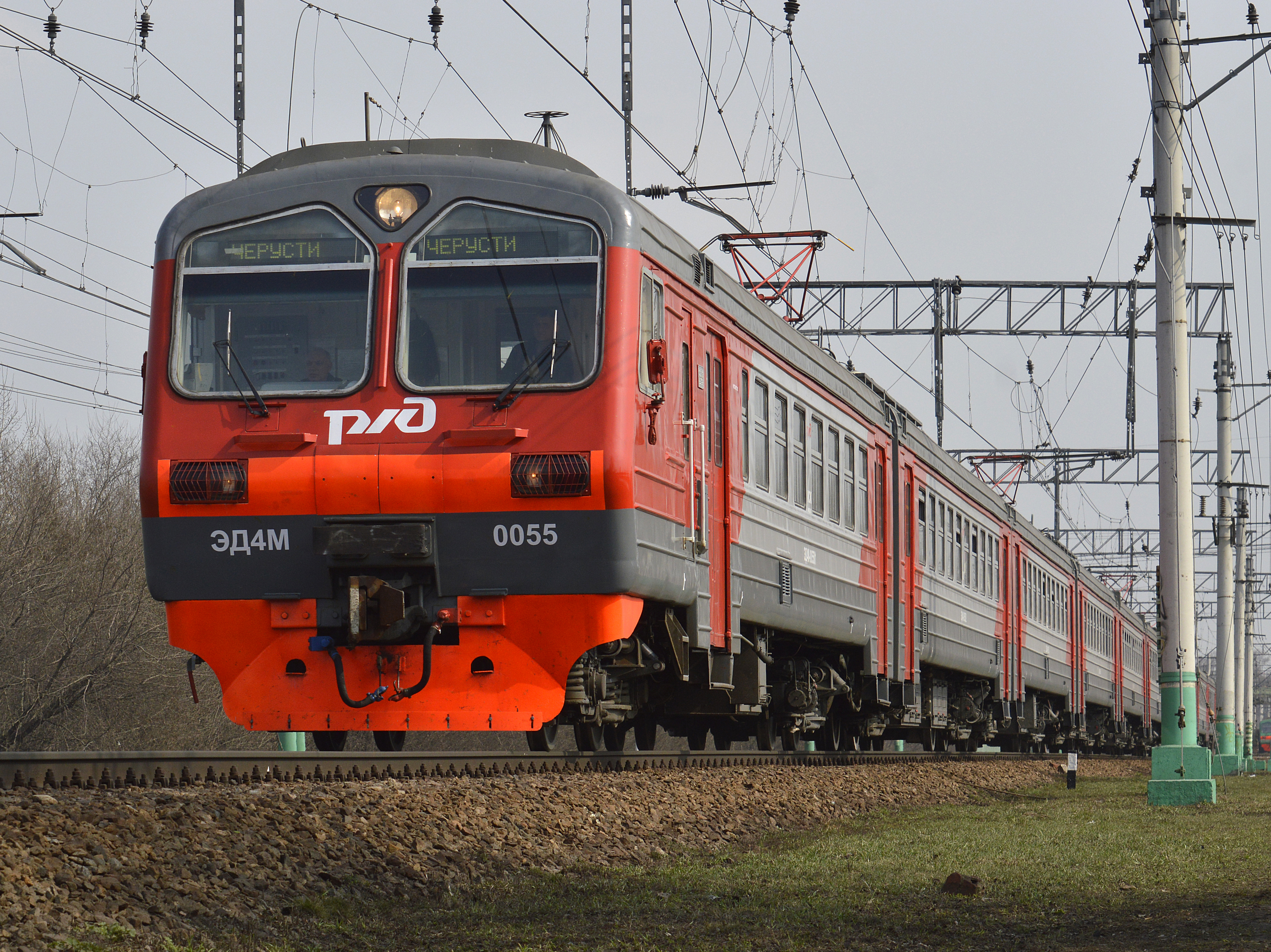
ЭД4М-0055 (машина ранних выпусков) в корпоративной окраске ОАО «РЖД»

Для решения вопроса по импортозамещению было решено создать российский аналог электрооборудования поезда ЭД2Т. Комплект такого электрооборудования был разработан ВЭлНИИ и изготовлен на НПО «Новочеркасский электровозостроительный завод» (НЭВЗ); тяговые двигатели изготовлены АО «Сибстанкоэлектропривод». Он был применён на электропоезде, механическая часть которого была оставлена от ЭД2Т практически без изменений. Новая серия получила обозначение ЭД4, причём почти сразу после создания опытного образца (ЭД4-0001) был построен модернизированный вариант (ЭД4М), первый образец которого получил следующий номер (0002). Вагоны ЭД4М имели некоторые отличия оборудования салона; головные вагоны получили более широкую кабину машиниста с обновлённым дизайном. Однако выпуск базовой версии ЭД4 с кузовами ЭД2Т продолжался до 1998 года, а нумерация составов в этот период выпуска была сквозной. В итоге были построены ещё пять таких поездов с номерами 0005, 0006, 0007, 0010 и 0014.
Тем не менее новое электрооборудование, установленное на первые поезда серии, вызвало ряд нареканий со стороны эксплуатирующих депо. В итоге было принято решение некоторое время использовать при постройке электропоездов стандартное электрооборудование ЭД2Т. Составы с новыми кузовами ЭД4М, снабжённые таким электрооборудованием, изначально планировалось обозначать ЭД2М, сохранив вторую серию. Однако по неизвестным причинам эти электропоезда были введены в эксплуатацию под обозначением ЭД4М1; нумерация также была сквозной с остальными поездами четвёртой серии. Известно о постройке трёх составов ЭД4М1 (с номерами 0008, 0009 и 0011). В период эксплуатации при проведении покрасочных работ цифру 1 после буквы М маркировать постепенно перестали.
Дизайн ЭД4М изменялся ещё несколько раз, причём был создан ряд модификаций повышенной комфортности, в обозначении которых после буквы М добавлялась буква К (ЭД4МК, ЭД4МКМ и тому подобное).

### Электромотрисы

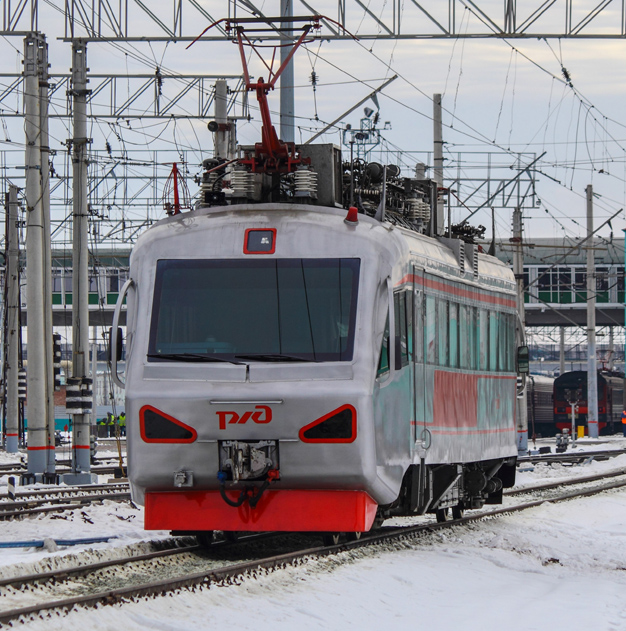
ЭМ2П-02 на станции Омск-Пассажирский

В депо Алтайская Западно-Сибирской железной дороги на базе моторных вагонов электропоездов ЭД была создана двухсистемная служебная электромотриса ЭМ2П, предназначенная для эксплуатации на электрифицированных линиях постоянного тока 3 кВ и переменного тока 25 кВ. Всего было создано две электромотрисы: первая — в сентябре 2008 года на базе вагона электропоезда переменного тока ЭД9Т-001902, вторая — в октябре 2011 года на базе вагонов электропоездов постоянного тока ЭД4М-001603 и ЭД2Т-005310. Обе мотрисы с момента создания были приписаны к депо Новосибирск (ТЧ-32) и стали использоваться для служебных поездок начальства Западно-Сибирской железной дороги, по состоянию на 2017 год они продолжают работать.
У вагонов обрезались тамбуры и вместо них устанавливались новые кабины машиниста уникальной конструкции, врезались входные двери, монтировалось новое электрооборудование для работы на обеих системах тока и переоснащался салон. При постройке обе мотрисы были окрашены в серый цвет с красной полосой, и на лобовой части кабин был нанесён логотип ОАО «Российские железные дороги» (РЖД) образца 2008 года (из символов p/d), однако какая-либо обозначающая серию и номер маркировка на них отсутствовала.
Кабины машиниста электромотрис имеют уникальную форму и внешне напоминают кабины электропоездов ЭС2, полученных при КВР/КРП электропоездов ЭР2 в том же депо Алтайская, но в отличие от последних имеют сильный наклон в верхней части и треугольные буферные фонари вместо трапециевидных. Также примечательными особенностями кабин являются превосходящие по высоте окна высокие дужки для боковых зеркал, три дворника под лобовым стеклом, красный проблесковый маячок, а также тифон и свисток от машин чиновников с мигалками (см. видео по ссылке). Нижняя часть кабины оснащена стандартными автосцепками СА-3.

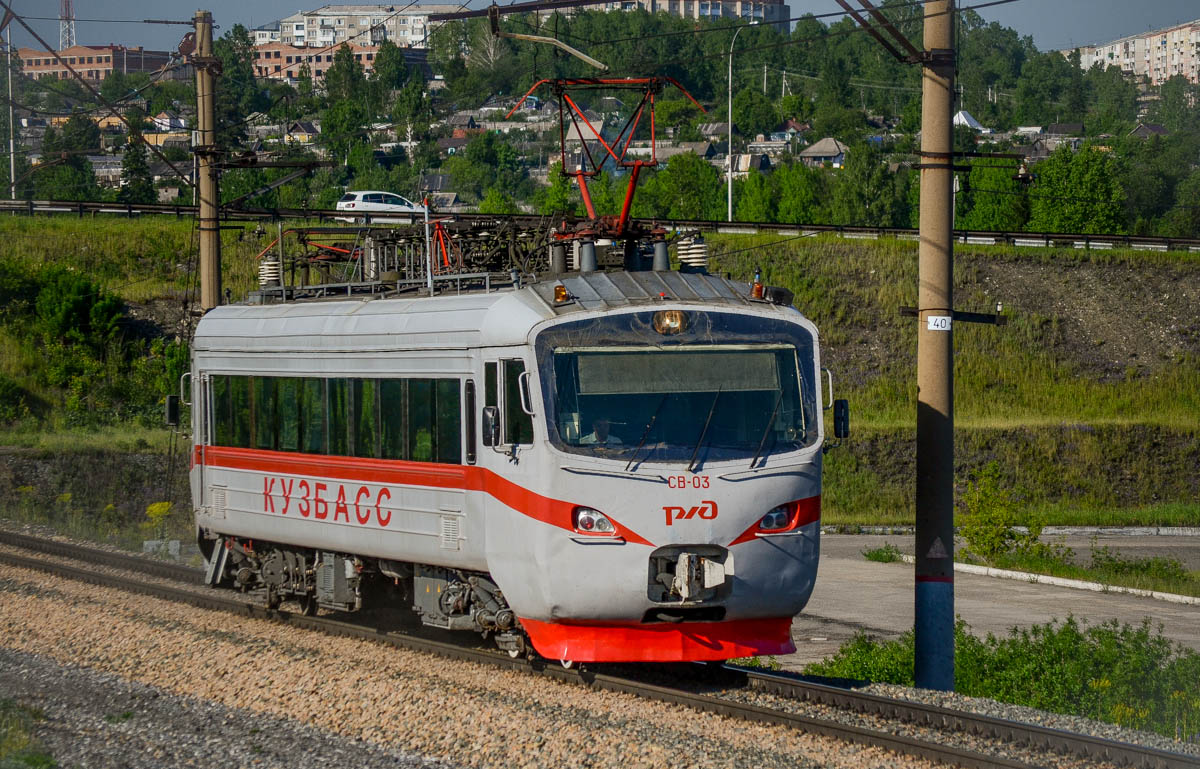
СВ-03 (бывшая СВ-3Н) на перегоне Барзас — Бирюлинская

Двери у электромотрис одностворчатые, рассчитаны на высокие платформы и служат для входа как членов бригады, так и пассажиров. Они расположены по бокам на месте крайнего левого окна с каждой стороны рядом с кабиной. Для выхода на уровень низких платформ под дверью имеются небольшие лестницы, схожие с лестницами под служебным тамбуром серийных электропоездов.
Известно и о других случаях создания электромотрис из готовых вагонов ЭД2Т. Так, из другого вагона того же состава ЭД2Т-0053 (вагон 005304) ещё в сентябре 2003 года была сконструирована мотриса СВ-3Н. Сначала машина имела приписку депо Новосибирск также Западно-Сибирской железной дороги; применялась для перевозки руководящего состава, в том числе  начальника дороги. После списания другой служебной мотрисы (СВ-03) её обозначение присвоено вместо СВ-3Н с именным названием «Кузбасс».

## Сходные модели

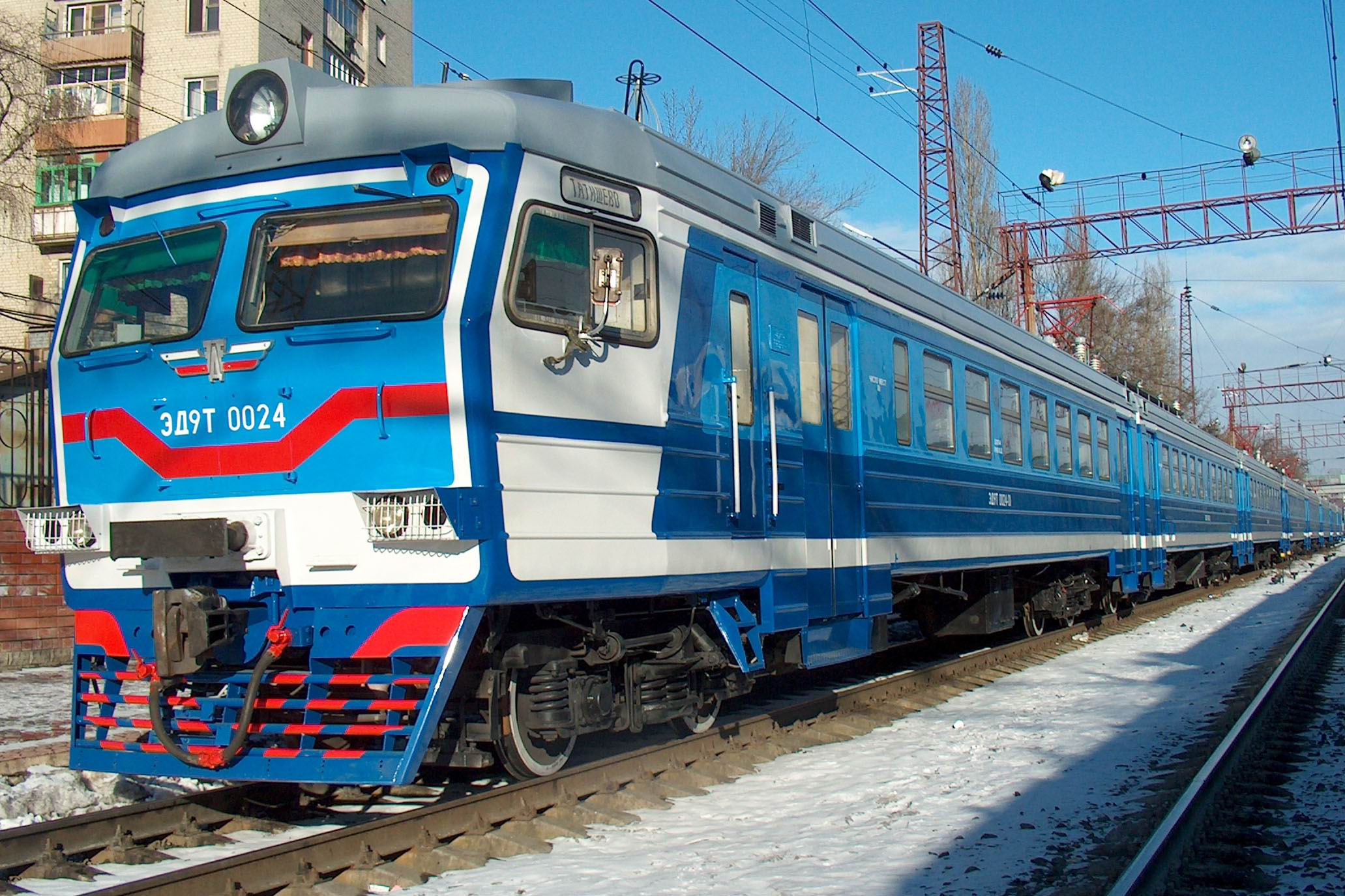
ЭД9Т-0024

Помимо вышеупомянутых ЭР24 и ЭД4, существуют и другие разработки электропоездов, использующих аналогичную механическую часть (кузова вагонов). Первым из реализованных проектов стал электропоезд ЭР29, созданный в 1985 году на РВЗ для линий переменного тока и имеющий инновационную на то время тиристорно-импульсную систему управления. Параллельно с ЭР29 также на РВЗ разработан проект его аналога для линий постоянного тока, обозначенный ЭР30; однако ни одного такого поезда не было построено.
После распада СССР через, два года после создания ЭД2Т-0001 на ДМЗ был создан аналог электропоезда ЭД2Т для линий переменного тока. Электрооборудование этого поезда, обозначенного ЭД9Т, являлось доработанным комплектом электропоезда ЭР9Т (параллельно применялось на ЭР9ТМ).

### Комментарии
1. 1 2  Без учёта сборных составов (из отдельных вагонов).
2. ↑  Присвоено по аналогии с электропоездом ЭР2Т, имеющим сходное электрооборудование.
3. ↑  Высокая платформа — платформа, высота которой над уровнем головки рельса (УГР) составляет 1100 мм. Средняя платформа — платформа, высота которой над УГР составляет 550 мм. Низкая платформа — платформа, высота которой над УГР не более 200 мм[18].